# (8106) Carpino
(8106) Carpino ist ein Asteroid des inneren Hauptgürtels, der am 23. Dezember 1994 von den italienischen Astronomen Marco Cavagna und Piero Sicoli am Osservatorio Astronomico Sormano (IAU-Code 587) in den lombardischen Voralpen etwa 40 Kilometer nördlich von Mailand nahe der Ortschaft Sormano in der Provinz Como entdeckt wurde.
Der Asteroid wurde am 11. Februar 1998 nach Mario Carpino (* 1957), einem Astronomen am Osservatorio Astronomico di Brera, benannt. Er studierte die Dynamik des Planetensystems in den Projekten LONGSTOP und SPACEGUARD und wurde 1996 bei der Gründung der Spaceguard-Stiftung in Rom deren erster Sekretär.